# 高本宣弘
高本宣弘（日语：／ Takamoto Yoshihiro，1960年—），日本男性動畫演出家、動畫導演。出身於島根縣。GALLOP出身，目前是自由工作者。

## 參加作品

### 執導作品
1992年
- 環保小尖兵（日语：地球SOS それいけコロリン）（—1993年）

1993年
- 侏羅紀足球傳說（日语：ドラゴンリーグ）（—1994年）

1997年
- 新·天地無用！

1998年
- 婆娑羅
- 羅德斯島戰記 -英雄騎士傳-

1999年
- 霹靂酷樂貓（—2001年）[1]

2000年
- 無力君（日语：へろへろくん）（—2001年）

2001年
- 百變海盜王（日语：仰天人間バトシーラー）（—2002年）
- 目高的學校（日语：めだかの学校 (漫画)）

2002年
- 狐狸秀丸（日语：フォルツァ!ひでまる）
- 圓盤皇女 十二月的小夜曲

2003年
- 妄想科學美少女

2004年
- 烏龍派出所[注 1]

2005年
- 圓盤皇女 星靈節的新娘（OVA）

2006年
- 落語天女[2]
- 砂沙美☆魔法少女俱樂部系列[3]
- 圓盤皇女 時空與夢想的銀河之宴（OVA）
- 純愛手札 Only Love（—2007年）

2008年
- 破天荒遊戲
- 萌學★5（日语：もえがく★5）

2009年
- 07-GHOST

2010年
- 神隱之狼
- Starry☆Sky（網路動畫）

2011年
- 惡魔奶爸（—2012年）[4]

2013年
- 靈裝戰士（—2014年）[5]

2017年
- 魅力英雄[注 2]

2022年
- VAZZROCK THE ANIMATION

2023年
- 大小姐和看門犬[6]

### 分鏡、演出
1984年
- （演出助手）

1985年
- 魯邦三世 PARTIII（日语：ルパン三世 PARTIII）（分鏡、演出）
- 鄰家女孩（—1987年，演出助手、演出）

1986年
- 高校！奇面組（日语：ハイスクール!奇面組）（分鏡、演出）

1987年
- TWD EXPRESS ROLLING TAKEOFF（日语：TWD EXPRESS）（OVA，演出助手）
- 陽光普照（日语：陽あたり良好!）（演出）
- 動畫三劍客（日语：アニメ三銃士）（—1989年，演出）

1988年
- 奇天烈大百科（—1996年，分鏡、演出）

1990年
- 無敵超級豪華人（日语：ウルトラ・スーパー・デラックスマン）（OVA，分鏡）

1992年
- 緞帶魔法姬（—1993年，分鏡、演出）

1995年
- 守護天使莉莉佳（—1996年，分鏡、演出）

1996年
- 聖天空戰記（分鏡）
- 玩偶遊戲（分鏡、演出）
- 浪客劍心 (1996年版)（分鏡、演出）

1999年
- To Heart（分鏡）
- 星方天使Angel Links（分鏡）

2000年
- 六門天外（分鏡）

2002年
- 圓盤皇女（分鏡）
- 星之卡比（—2003年，分鏡）

2004年
- 御行者 AMDRIVER（日语：Get Ride! アムドライバー）（分鏡）

2006年
- Fate/stay night（分鏡）
- 少年陰陽師（—2007年，分鏡）

2007年
- 京四郎與永遠的空（分鏡）
- 桃華月憚（分鏡）
- 暮蟬悲鳴時解（分鏡）
- 節哀唷♥二之宮同學（分鏡）
- 決鬥大師Zero（—2008年，分鏡）

2008年
- 狼與辛香料（分鏡）
- 今日大魔王！第3系列（演出）

2009年
- 海貓悲鳴時（分鏡）
- NEEDLESS（分鏡）
- 學生會的一存（分鏡）

2010年
- 祝福的鐘聲（ED分鏡&演出）
- 決鬥大師SX（分鏡）
- 聖誕之吻SS（分鏡）
- 傳說的勇者的傳說（分鏡）

2011年
- 最遊記外傳（分鏡）

2012年
- 天才黃金腦 神之謎（分鏡）
- 白熊咖啡廳（分鏡、演出）
- 戀愛與選舉與巧克力（分鏡）
- 足球騎士（分鏡）
- 決鬥大師V（—2013年，分鏡）
- 無賴勇者的鬼畜美學（分鏡）
- 華麗一族 活動電影攝影機（日语：華ヤカ哉、我ガ一族）（分鏡）

2013年
- LINE TOWN（分鏡、演出）
- 決鬥大師V3（分鏡）

2015年
- WASIMO（日语：WASIMO）（分鏡、演出）
- ISUCA依絲卡（分鏡）
- 靈感少女（分鏡）
- 惡魔高校D×D BorN（分鏡）
- 純情羅曼史3（分鏡）
- 女武神驅動 -美人魚-（分鏡）

2016年
- Schwarzesmarken（分鏡）
- 不愉快的妖怪庵（分鏡、演出、OP分鏡&演出）
- 龍族拼圖X（分鏡）
- 半田君傳說（分鏡）
- 野球少年（分鏡）
- 侍靈演武:將星亂（演出）

2017年
- 銀魂.（分鏡）
- 不正經的魔術講師與禁忌教典（分鏡）
- Sin 七大罪（分鏡）
- 精靈戰車（—2018年，故事分鏡）[7]

2018年
- 裝刀凱 The Animation（日语：ソードガイ 装刀凱）（網路動畫，分鏡）
- LOST SONG（分鏡）
- 老子是魔法少女（分鏡）
- 龍族拼圖（分鏡）
- 音樂少女（分鏡）
- GRAND BLUE碧藍之海（分鏡）
- 只要別西卜大小姐喜歡就好（分鏡）

2019年
- 火之丸相撲（分鏡）
- ACTORS -Songs Connection-（日语：ACTORS）（分鏡）

2020年
- 試證明理科生已墜入情網。（分鏡）

2021年
- 弱角友崎同學（分鏡）
- 王者天下（分鏡）

2022年
- VAZZROCK THE ANIMATION（分鏡、演出）

2025年
- S級怪獸《貝希摩斯》被誤認成小貓，成為精靈女孩的騎士（寵物）一起生活（分鏡）

## 腳註

## 相關項目
- 日本動畫師列表（日语：アニメ関係者一覧）